# Javier Ocampo López
Javier Ocampo López (Aguadas, 19 de junio de 1939) es un escritor, historiador, educador y folclorólogo colombiano. Doctor en Historia (Ph.D), del Colegio de México, 1968. Doctor Honoris Causa en Ciencias Sociales UPTC, 2007.  Autor de más de cien (100) libros publicados. Coautor de cuarenta y siete (47) libros publicados. Autor de doscientos (200) estudios en Revistas Especializadas y Periódicos Nacionales e Internacionales. Autor de 85 Prólogos, Director de 37 Tesis de Grado. 49 Años de Investigación: 1964 - 2013. Oriundo de Aguadas - Caldas Colombia radicado desde 1957 en la ciudad de Tunja (Boyacá, Colombia).

## Importancia de su obra
Uno de los más estudiosos y versados de Colombia, el Dr. Otto Morales Benítez, expresó sobre su obra: “El escritor Javier Ocampo López tiene un estilo de gran claridad, precisión y densidad conceptual, sin decaer la curiosidad por la abundancia de datos históricos y culturales.  Estos los maneja con fina dosificación y se demora críticamente en los de más calado, sin dejarse arrebatar por un entusiasmo incontrolado. Es un investigador que trabaja con paciencia de maestro.  Sus juicios son de extrema severidad.  No hace concesiones, porque se compromete con la verdad cultural”.
“En exaltación a su meritoria labor como Educador, Investigador e historiador; en reconocimiento a sus numerosas contribuciones al conocimiento de nuestro pasado, a través de su valiosa producción histórica como aporte a las Ciencias Sociales, la investigación y la Cultura Nacional, con una irreductible conciencia latinoamericana”. Le confiere el título de Doctor “Honoris Causa” en Ciencias Sociales de la UPTC, 2007.
Sus obras de Historia, con estudios de fuentes documentales primarias, señalan un aporte a la Historiografía de la Independencia de Colombia y México, y en los estudios coloniales y de los siglos 19, 20 y 21 de la consolidación nacional.  El Gobierno de México le otorgó el Premio Nacional de Historia en Guadalajara en el año 1968 por su obra “Las ideas de un día.” El pueblo mexicano ante la consumación de su independencia. Esta obra que fue su tesis de grado, dirigida por su Maestro el Dr. José Gaos, hizo el estudio con fuentes documentales directas en 144 pueblos mexicanos. Esta obra fue publicada por El Colegio de México en 1969 y reeditada por la Secretaría de Cultura de México, a través del Consejo Nacional para la Cultura y las Artes de México, en noviembre de 2012.
La Academia Colombiana de la Lengua le otorgó el Premio Nacional de Literatura “José María Vergara y Vergara” en 1975 por su obra “El Proceso ideológico de la Emancipación en Colombia”.  Esta obra ha sido considerada como una de las de mayor aporte para los estudios de la Revolución de Independencia de Colombia, con fuentes documentales directas.
La Universidad Nacional Autónoma de México, UNAM, le editó su obra “Las ideologías en la Historia Contemporánea de Colombia” en 1972, en la cátedra de su Maestro el Dr. Leopoldo Zea.
La Organización de los Estados Americanos (OEA), en el Instituto Panamericano de Geografía e Historia, Comisión de Historia, le publicó dos libros:  Uno de ellos, “La Independencia de los Estados Unidos y su proyección en Hispanoamérica” en 1979.  Y el otro “Los orígenes ideológicos de Colombia Contemporánea”, editado en 1986.
Su obra “Historia Básica de Colombia”, publicada por la Editorial Plaza & Janés, Editores de Colombia Ltda., ha tenido gran acogida a nivel nacional.  Hasta el año 2012 se publicaron ocho ediciones, cada una de ellas actualizada y aumentada.  Es una obra de síntesis histórica de Colombia que ha tenido gran interés para los estudiantes de Educación Media y Universitaria, y en especial, para los turistas visitantes.Su obra “Colombia en sus ideas”, publicada por la Universidad Central en 1999, editada en tres tomos, ha sido considerada como una de sus mejores obras, con estudios especializados desde la Conquista y Colonización hispánica hasta el mundo contemporáneo. Otras obras de significativo aporte a ka Historia latinoamericana y colombiana son las siguientes: “Historia de las Ideas de Integración de América Latina”,  “Grandes culturas indígenas de Colombia”, “El cura Juan Fernández de Sotomayor y los Catecismos de la Independencia”, Juan de Castellanos, el cronista de las “Elegías de Varones Ilustres de Indias”, “Otto Morales Benítez. Sus ideas y la crisis nacional”, “Identidad de Boyacá”, “Historia del Pueblo Boyacense”, “El imaginario en Boyacá” (2 domos), “Los Hombres y las Ideas en Boyacá”, “La Rebelión de las Alcabalas” y otras.
Otra serie de publicaciones son de Folclor colombiano, teniendo en cuenta que está relacionada con la Historia Social y de las Mentalidades colectivas.  En estas publicaciones destacamos las siguientes:  “Mitos colombianos”, “Leyendas populares colombianas”, “El Folclor y los Bailes típicos colombianos”, “Las Fiestas y el Folclor colombiano”, “Supersticiones y agüeros colombianos”,  “Mitos y Leyendas bogotanas”, “Mitos y Leyendas de Antioquia Grande”, “Mitos y Leyendas latinoamericanas”, “Tesoros Legendarios de Colombia y el Mundo”,  “Manual del Folclor Colombian”, “Mitos y Leyendas indígenas de Colombia”, publicada por Plaza & Janés y presentada en la Feria del Libro el 21 de abril de 2013 y otros. En el Patronato de Artes y Ciencias en Bogotá, desde el año 1995 hasta el presente, ha sido el Director de la “Nueva Revista Colombiana de Folclor”.
Sus publicaciones hasta abril del año 2013 alcanzan a 100 obras editadas con su autoría y 45 obras publicadas, compartidas con otros autores. Asimismo, 200 artículos y trabajos de investigación publicados en diversas obras y revistas históricas, educativas, literarias, culturales, folclóricas y científicas.  Se ha destacado como investigador en Historia de las Ideas y las Mentalidades colectivas, a quien, según el ensayista Dr. Otto Morales Benítez, “se le respeta por su honesta interpretación o hermenéutica en los juicios que formula”.

## Primeros años
Javier Ocampo López, nació en Aguadas (Caldas), el 19 de junio del año 1939.  Fueron sus padres Don Francisco Ocampo Gutiérrez y Doña Teresa López Hurtado y su hermano Fabio Ocampo López.  Sus estudios primarios los hizo en la escuela “Francisco de Paula Santander” de Aguadas y sus estudios secundarios los realizó en el Colegio “Francisco Montoya”, hoy Colegio “Marino Gómez Estrada”, en su ciudad natal, en donde obtuvo el grado de “Bachiller académico”, el 20 de noviembre de 1956.  En el acto de clausura recibió la medalla “Honor al mérito”, como el mejor bachiller de 1956.  Su actividad en la música la hizo en la Banda de Música de su pueblo, desde los 12 años, con la interpretación del instrumento musical, el clarinete. Estudió en Tunja entre los años 1957 y 1960 y se residenció en la misma ciudad desde el año 1963, en su condición de Profesor de la Universidad Pedagógica y Tecnológica de Colombia, donde tuvo cinco hijos: Olga Lucía, María Teresa, Jorge Enrique, Ángela María y Laura Cristina. Son sus nietos: Samuel  Valentina y luisa 

### Estudios
Sus estudios universitarios los hizo en la Facultad de Ciencias Sociales y Económicas en la Universidad Pedagógica de Colombia en Tunja, entre los años 1957 y 1960, en donde obtuvo el grado de Licenciado en Ciencias Sociales y Económicas, cuyo Diploma le fue entregado el 19 de noviembre de 1960.  En los años de vida universitaria hizo sus estudios musicales en el Conservatorio de Música de Tunja, con su especialización en piano, Teoría y armonía de la música y Folclor musical.
Sus estudios a nivel de posgrado en Historia los realizó en El Colegio de México, institución universitaria de altos estudios de postgraduados en México, en donde obtuvo el título de doctor en Historia (Ph.D) el 10 de diciembre del año 1968. Su tesis de grado del doctorado fue dirigida por su Maestro el Dr. José Gaos, discípulo del filósofo español José Ortega y Gasset, con el tema: “Las Ideas de un Día.  El pueblo Mexicano ante la consumación de su independencia”, con la cual obtuvo el Primer Premio de Ensayo Histórico en los Primeros Juegos Florales Nacionales, llevados a cabo en la ciudad de Guadalajara (México), el día 14 de septiembre de 1968, con motivo de las fiestas patrias mexicanas.  Se destacó el hecho de que en un concurso sobre un tema de Historia de México, un colombiano fue el ganador entre todos los concursantes mexicanos.
El título de Doctor en Historia (Ph.D) le fue otorgado por El Colegio de México. Su Jurado Calificador estuvo integrado por el Dr. José Gaos, Presidente; y los Doctores Leopoldo Zea y Luis Villoro.  El diploma de “Doctor en Historia” fue registrado en México el 5 de septiembre del año 1969, y ratificado en Colombia el 9 de enero de 1970. Fue el primer graduado del Doctorado en Historia en El Colegio de México. Su tesis sobre “Las ideas de un día” fue publicada en la Editorial de El Colegio de México en el año 1969.  La Secretaría de Cultura de México reeditó esta obra en el año 2012, considerada de gran importancia para la Historia de la Independencia en México. En la Universidad Nacional Autónoma de México UNAM, estudió con su maestro, el Doctor Leopoldo Zea, en el Seminario de Historia de las Ideas de Latinoamérica Contemporánea, cuya investigación, “Las Ideologías en la Historia Contemporánea de Colombia”, fue publicada por el Centro de Estudios Latinoamericanos de la Facultad de Filosofía y Letras de la UNAM en el año 1972.
La Universidad Pedagógica y Tecnológica de Colombia le otorgó el título de Doctor Honoris Causa en Ciencias Sociales, mediante el Acuerdo 026 del 12 de abril de 2007 del Consejo Superior de la Universidad y la Resolución N.º 1846 del 15 de mayo de 2007, firmada por el Dr. Alfonso López Díaz, Rector de la Universidad; el Dr. Guillermo Buitrago Rojas, Vicerrector Académico y el Dr. Silvestre Barrera Sánchez, Secretario General. El diploma fue entregado el día 15 de mayo del año 2007, “Día del Maestro”, en el Paraninfo de la Universidad.  El título fue firmado por el Señor Rector de la UPTC, Dr. Alfonso López. Díaz; el Secretario General de la Universidad, Dr. Silvestre Barrera Sánchez y el Decano de la Facultad de Educación, Dr. Luis Otálora Velandia.
Dr. H.C. Laureatus in History de la International Philo Byzantine Academy and University Inc.  Otorgado en Miami (Florida), U.S.A. el 20 de julio de 1995.

### Como docente Universitario
La realizó en la Universidad Pedagógica y Tecnológica de Colombia, UPTC, en Tunja, desde el 15 de octubre del año 1963, cuando fue nombrado Profesor Asistente del Departamento de Ciencias Sociales de la Facultad de Educación de la Universidad Pedagógica y Tecnológica de Colombia, con sede en Tunja. Su actividad universitaria la hizo durante cuarenta años desde 1963 hasta el 31 de diciembre de 2003, en donde realizó todas las etapas del escalafón hasta Profesor titular.   En su actividad docente e investigativa se dedicó a la Historia de Colombia, Historia de América, Escuelas de Construcción histórica, Historiografía general, de América y de Colombia, Teoría y Método de la Historia, Pensamiento Pedagógico Latinoamericano, Dirección de Tesis de grado y otras. En 1967 la UPTC lo envió a México a realizar sus estudios de Doctorado en Historia (PhD) en El Colegio de México, institución de altos estudios de Postgrado en México.  Después de culminar sus estudios de Postgrado, la UPTC lo nombró Decano de la Facultad de Educación en 1969, cargo que desempeñó durante cinco años hasta 1974.
En la Administración Universitaria en la UPTC fue Secretario de la Facultad de Educación,   Secretario del Consejo Académico,  Director del Departamento de Ciencias Sociales, Decano de la Facultad de Ciencias de la Educación, Director del Magíster en Historia, Fundador y Profesor del Doctorado en Historia de la UPTC, Vice-Rector de Investigaciones Científicas y Extensión Universitaria, Profesor y Coordinador Académico del área de Historia de la Educación latinoamericana en el Doctorado de Ciencias de la Educación, de la UPTC y RUDECOLOMBIA que integra diez Universidades de Colombia (Universidad Pedagógica y Tecnológica de Colombia, Universidad de Nariño, Universidad del Cauca, Universidad de Caldas, Universidad Tecnológica de Pereira, Universidad del Quindío, Universidad del Tolima, Universidad de Cartagena Universidad del Atlántico, Universidad del Magdalena).
El 22 de agosto de 1995, mediante la Resolución N.º 008849 de la Caja Nacional de Previsión Social fue jubilado por el Gobierno Nacional. Esta jubilación entró a regir desde el 1° de enero de 2004, cuando ´mediante la Resolución N° 3325 del 10 de noviembre del año 2003, la Rectoría de la UPTC, del Dr. Carlos Augusto Salamanca Roa, aceptó la renuncia a partir del 31 de diciembre de 2003.  Sin embargo, continuó como Profesor catedrático de los cursos de Historiografía general, de América y de Colombia, Teoría y Método de la Historia, Pensamiento educativo latinoamericano y Dirección de Tesis, en el Magíster de Historia, Doctorado en Historia y Doctorado en Ciencias de la Educación, con especialización en Historia de la Educación en América Latina. En esencia y síntesis, es una obra dedicada plenamente a la educación secundaria y universitaria y a la investigación histórica, folclórica y cultural.

### Su trabajo como docente de Secundaria y Media Vocacional
La inició en el Colegio Nacional Académico de la ciudad de Cartago (Valle del Cauca) en octubre del año 1960.  Fue nombrado oficialmente Profesor de Ciencias Sociales en el Colegio Académico de Cartago.  En 1961 fue ascendido a Prefecto General o Vice-Rector académico de dicho Colegio.  En 1962, cuando tenía 23 años, el Ministerio de Educación lo nombró Rector del Colegio Nacional Francisco José de Caldas, en Santa Rosa de Cabal (Risaralda), en donde regentó la Rectoría durante los años 1962 y 1963.  Esta institución oficial es una de las más aprestigiadas del Eje Cafetero en Colombia.  Le correspondió la construcción del Edificio Central del Colegio, la organización de la Biblioteca y numerosas obras realizadas en la institución y en la ciudad, como la creación de la Casa de la Cultura de Santa Rosa de Cabal y la Sociedad de Mejoras Públicas de la misma ciudad.  El 15 de octubre de 1963, fue nombrado Profesor de Ciencias Sociales de la Facultad de Educación de la Universidad Pedagógica y Tecnológica de Colombia, en donde fijó su residencia definitiva hasta la fecha.  En toda su vida docente fue profesor oficial, con dependencia directa del Ministerio de Educación Nacional y de la UPTC.
En los años que trabajó en Cartago y Santa Rosa de Cabal investigó sobre la evolución histórica de su ciudad natal, cuya obra fue publicada con el título de “Aguadas, alma y cuerpo de la ciudad”, escrita con los sacerdotes Pbro. Guillermo Duque Botero y el cura párroco de Aguadas, Pbro. Adalberto Mesa Villegas.  Le correspondió el tema “Panorama geográfico y humano de Aguadas”. Esta primera obra que publicó fue editada en Bogotá por la Editorial Prócer en 1964. En dichos años redactó y publicó su obra “Geografía Superior de Colombia”, escrita en coautoría con el educador geógrafo Don Ramón Franco R. Es un texto escolar para cuarto año de Educación Media, laureado con el “Premio Félix de Bedout” del Concurso nacional de obras didácticas, promulgado en el año 1965.  La primera edición la publicó la Editorial Bedout de Medellín en 1968.  Se realizaron cinco ediciones hasta el año 1974.

### Distinciones y Academias como miembro
- 1. Miembro de Número de la Academia Colombiana de Historia. Silla académica N.º 5.   Otorgado en Santafé de Bogotá el 23 de julio de 1993. Disertó sobre el tema “Santiago de Arma y la Conquista Española en el Encuentro de Dos Mundos”, cuyo libro, de su autoría, fue entregado a los asistentes.  En nombre de la Academia intervino el Maestro Dr. Germán Arciniegas.  La Academia Colombiana de Historia le había otorgado el título de Miembro Correspondiente, el día martes 15 de febrero de 1983.  Intervino con el tema “La idea de la americanidad en los pensadores colombianos.  Ideario americanista del maestro Germán Arciniegas”.  Se entregó el libro “Los Pinos Nuevos” del Maestro Arciniegas, publicado por la Editorial Bolivariana Internacional; Instituto de Estudios para el Desarrollo y la Integración de América Latina en Tunja, dirigido por el Dr. Javier Ocampo López.
- 2. Miembro de Número de la Academia Colombiana de la Lengua. Silla académica H, que la inició en 1871 el académico Don Rufino José Cuervo. En la sesión solemne del 12 de diciembre de 1996, disertó sobre el tema: “Abel Farina y el Modernismo Simbolista en Colombia”, cuyo libro, de su autoría, fue entregado a los asistentes. En nombre de la Academia de la Lengua intervino el académico Dr. Horacio Bejarano Díaz. La Academia de la Lengua le había otorgado el título de “Miembro Correspondiente”, el día 20 de noviembre de 1989, siendo Director Monseñor Manuel Briceño Jáuregui y Secretario Perpetuo, el académico José Manuel Rivas Sacconi. Intervino con el tema sobre: “El Pensamiento Boyacense”. Entregó la obra “Los Hombres y las Ideas en Boyacá”, publicada por la U.P.T.C.
- 3. Miembro Correspondiente de la Real Academia Española de Historia, título otorgado en Madrid, el 25 de junio de 1993. El diploma y la medalla fueron entregados en la Embajada de España en Colombia, por el Embajador don Carmelo Angulo Bartullen, el jueves 28 de mayo de 1994.
- 4. Miembro Correspondiente de la Real Academia Española. Título otorgado el 31 de octubre de 1997.  Este diploma fue entregado por el Señor Director de la Academia Colombiana de la Lengua, Doctor Jaime Posada, en la sesión del 9 de febrero de 1998.
- 5. Miembro Benemérito de la Academia Boyacense de Historia. Otorgado el 9 de abril de 1997.  Miembro Correspondiente de esta Academia desde el 6 de agosto de 1960. Presidente de la Academia Boyacense de Historia, inicialmente desde 1983 hasta el año 1996; y posteriormente, desde el año 1998 - actual.
- 6. Miembro de Número de la Academia Colombiana de Historia Eclesiástica. Otorgado el 15 de mayo de 1994. Intervino con el tema “Historia de la Iglesia en Boyacá”.  Presidente, Pbro. Guillermo Agudelo Giraldo.  Secretario, Camilo Orbes.
- 7. Miembro Correspondiente de la Academia Colombiana de Educación. Otorgado el 25 de junio de 1992.
- 8. Miembro Correspondiente de la Sociedad Bolivariana de Colombia.

Otorgado el 24 de julio de 1995. Intervino con el tema “La Dinámica Histórica del Pensamiento Bolivariano” y entregó a los asistentes el libro “El Libertador Simón Bolívar. Macrodinámica y microdinámica histórica de su pensamiento”.  Presidente Dr. Virgilio Olano Bustos,  Vicepresidente Dr. Jaime Betancur Cuartas.
- 9. Miembro Correspondiente de la Sociedad Nariñista de Colombia. Otorgado el día 13 de diciembre de 1992. Presentó su trabajo: “Don Antonio Nariño “El Precursor” y la Traducción y Publicación de los Derechos del Hombre y del Ciudadano”, el cual fue publicado en La Bagatela, Vol. I, No. 1, pgs. 65-90.
- 10. Miembro Correspondiente de la Academia Panameña de la Historia. Otorgado el 8 de junio de 1993.
- 11. Miembro Correspondiente de la Academia Boliviana de Historia.

Otorgado el 17 de mayo de 1993.
12. Miembro Correspondiente de la Academia Paraguaya de Historia.
Otorgado en Asunción el 10 de junio de 1993.
- 13. Miembro Correspondiente del Instituto Histórico y Geográfico del Uruguay. Otorgado en Montevideo el 10 de septiembre de 1983.
- 14. Miembro Correspondiente de la Academia de Historia de Argentina.  Buenos Aires, 20 de julio de 2001.  Este diploma fue entregado oficialmente en la sesión de la Academia Colombiana de Historia, el 12 de febrero del año 2002.
- 15. Miembro Correspondiente de la Academia Puertorriqueña de la Historia. Otorgado el 13 de mayo de 1993.
- 16. Miembro de la Academia Dominicana de Historia.  República Dominicana.  Otorgado el 9 de enero de 1997.
- 17. Miembro Correspondiente de la Academia Salvadoreña de la Historia, 4 de septiembre de 2008. San Salvador.

18. Miembro Correspondiente de la Academia Nacional de Historia de Ecuador. Quito, 30 de abril de 2009.
- 19. Miembro Correspondiente de la Academia Nacional de la Historia de la República Bolivariana de Venezuela.  Fue elegido en la Junta del día 10 de noviembre de 2011 y el Diploma fue firmado el día 15 de marzo del año 2012.  El Diploma fue entregado en la Academia Colombiana de Historia, el día martes 29 de mayo de 2012.
- 20. Miembro Correspondiente de la Academia de Historia del Táchira en San Cristóbal, Venezuela. Otorgado el 13 de noviembre de 2008.  Le fue entregado el título en San Cristóbal el día 30 de marzo de 2011.
- 21. Miembro Correspondiente del Centro de Historia de Falcón en Venezuela. Expedido en la ciudad de Coro (Venezuela), el día 17 de mayo de 1972.
- 22. Miembro Correspondiente de la Academia de Historia de Santander. Otorgado el 11 de mayo de 1990.
- 23. Miembro Correspondiente de la Academia Antioqueña de Historia.

Otorgado en Medellín, el día 6 de julio de 1976.
- 24. Miembro Correspondiente de la Academia de Historia del Quindío. Otorgado el día 29 de junio de 1990.
- 25. Miembro Correspondiente de la Academia de Historia de Bogotá.  Otorgado el 5 de diciembre de 2001.
- 26. Miembro Honorario de la Academia de Historia de Arauca. Otorgado el 12 de octubre de 1998.
- 27. Miembro Correspondiente del Centro de Historia del Socorro, Santander. Otorgado el 6 de diciembre de 1975.
- 28. Miembro Honorario del Centro de Historia de Casanare, Yopal.

Otorgado en mayo de 1989.  Disertó sobre el tema “Pore en la Independencia”.
- 29. Miembro Honorario de la Sociedad Bolivariana de Venezuela, Centro de La Victoria.  22 de mayo de 1996.
- 30. Miembro Honorario de la sociedad Bolivariana de Boyacá.

Otorgado el 24 de julio de 1992.  Presidente, Pbro. Ernesto Reyes Sarmiento.
- 31. Miembro y Socio Activo de la Asociación de Periodistas de Boyacá.  Otorgado en Tunja el 9 de febrero de 1976.
- 32. Miembro Correspondiente de la Asociación Colombiana de Estudios de Política Internacional y Diplomacia. Otorgado en Santafé de Bogotá el 1º de marzo de 1991, siendo Presidente el Dr. Francisco Latorre Vargas.
- 33. Miembro Comendador de Número de la Sociedad Heráldica Española, otorgada por el Príncipe Enrique de Borbón, Gran Maestre de la Imperial Orden Hispánica de Carlos V. Otorgado en Madrid el 27 de noviembre de 1993.  Registrado en el N.º 313.
- 34. Miembro de la Orden Imperial Byzantina de Constantino el Grande.  Otorgado el grado de Comendador de Honor en Valencia, Venezuela. El 20 de julio de 1995.
- 35. Miembro de Número de la Academia Heráldica de Historia de Colombia.  Otorgado el 6 de agosto de 1995.  Presidente Francisco Latorre.
- 36. Miembro Fundador de la Sociedad Nariñista de Boyacá.  Otorgado el 18 de noviembre de 1993 en Tunja.
- 37. Miembro de la Sociedad de Historia de la Educación Latinoamericana.  Otorgado en el Tercer Congreso de Historia de la Educación Latinoamericana celebrado en Caracas en septiembre de 1996.
- 38. Miembro de Número Nacional del Instituto Sanmartiniano de Colombia.  Otorgado el 5 de junio de 1996 en Bogotá.  Presidente, académico Antonio Cacua Prada.
- 39. Miembro Correspondiente de la Casa de la Cultura Ecuatoriana.  Sección Académica de Historia y Geografía. Este título fue otorgado por dicha institución, el día 14 de noviembre del año 2002 y entregado el 9 de septiembre del año 2004 en el Salón de la Constitución de la Gobernación de Boyacá.
- 40. Miembro Correspondiente del Instituto Dominicano de Genealogía. Este título fue expedido en la ciudad de Santo Domingo, República Dominicana, el día 23 de febrero del año 2006, por el Instituto Dominicano de Genealogía, INC.
- 41. Miembro Correspondiente de la Academia de Historia de Ocaña.  Este título fue otorgado el día 30 de junio del año 2006. Intervino con su conferencia sobre el tema, “Lucio Pabón Núñez.  Sus ideas sobre el Quijote y su aporte a la cultura nacional”.
- 42. Miembro Correspondiente de la Academia de Historia de Cundinamarca. Este título fue otorgado por dicha institución en Bogotá, el día 13 de julio de 2006 en el Salón de la antigua Gobernación de Cundinamarca.
- 43. Miembro de número de la Academia de Historia Eclesiástica de Boyacá.  Otorgado el 9 de septiembre de 2010.  Presidente académico Jerónimo Gil.
- 44.  Miembro de Número de la Academia de Historia Eclesiástica de Bogotá. Otorgado por dicha institución el 24 de septiembre de 2010.  Presidente, Monseñor Guillermo Agudelo Giraldo. Secretario, Camilo Orbes Moreno.
- 45. Miembro Correspondiente de la Sociedad Santanderista de Colombia.

### Premios Nacionales e Internacionales (9)
- 1. Premio Nacional de Literatura “José María Vergara y Vergara”, otorgado por la Academia Colombiana de la Lengua, el día de 6 de agosto de 1975, por su obra “El Proceso Ideológico de la Emancipación”, editado por la Universidad Pedagógica y Tecnológica de Colombia en 1974. El jurado calificador estuvo integrado por los académicos Abel Naranjo Villegas, Alfredo Bateman y el poeta Arturo Camacho Ramírez.  Según su Concepto: “...El Jurado, después de madura reflexión y sopesadas en conjunto las razones de sus tres componentes, resolvió por unanimidad discernir el Premio “José María Vergara y Vergara” al libro del Dr. Javier Ocampo López, que en forma muy armónica aúna a la galanura y corrección de su estilo, la importancia histórica y sociológica del tema y la profunda seriedad de la investigación efectuada”.
- 2. Premio Nacional de Historia en México en 1968, en los primeros Juegos Florales Septembrinos, celebrados en Guadalajara, México por su trabajo de investigación histórica “Entusiasmo y optimismo en la consumación de la Independencia de México”.  El ayuntamiento de Guadalajara le entregó el primer premio de honor en la rama de Ensayo Histórico, el 14 de septiembre de 1968.
- 3. Premio Nacional de Obras Didácticas en el concurso Premio Félix de Bedout, en el año 1965, con su obra “Geografía Superior de Colombia”.  Texto escolar para cuarto año de bachillerato, en coautoría con el educador Ramón Franco Ramírez. Este texto tuvo ocho ediciones en la Editorial Bedout.
- 4. Primer Lugar en el Área de Ciencias Sociales, en el año 1973.  Del Ministerio de Educación Nacional, con el texto escolar “Historia de Colombia” para cuarto de primaria, evaluado por el Instituto Colombiano de Pedagogía, ICOLPE. Se distribuyó en las escuelas de primaria de Colombia.
- 5. Segundo Premio en el Concurso Bolívar Integracionista en homenaje al Libertador, en el 162 Aniversario de la Declaración de Independencia de Venezuela.  Presentó el trabajo acerca de “Las ideas integracionistas de Bolívar”.
- 6. Premio de Mención Honorífica en el Concurso Periodístico Internacional, patrocinado por la Comisión Nacional de Venezuela, para conmemorar el Sesquicentenario del Congreso de Panamá.  Concursó con el tema: “El Congreso Anfictiónico de Panamá y su proyección en el devenir histórico de Latinoamérica contemporánea”.
- 7. Premio en el Concurso de Historia patrocinado por la Academia Boyacense de Historia en el año 1959, con el tema “Participación del prócer José María Córdoba, en la Batalla de Boyacá”.
- 8. Primer Premio en el Concurso de Historia patrocinado por la Academia Boyacense de Historia en el año 1958, con el tema “Iniciativas, esfuerzos y realizaciones del Libertador Bolívar en la educación”.

Con el triunfo en estos dos concursos y con el trabajo “Estudio interpretativo del Memorial de Agravios del Dr. Camilo Torres, ideólogo de la Independencia”, la Academia Boyacense de Historia lo nombró Miembro Correspondiente y le entregó el diploma el 6 de agosto de 1960.
- 9. “Mención de Honor” en el Primer Concurso Nacional de Monografías sobre regiones y municipios colombianos, organizado por la Escuela Superior de Administración Pública, ESAP, el 25 de noviembre de 1988.  Presentó las obras “El Pueblo Boyacense y su Folclor”  y la “Historia del Pueblo Boyacense”.

## Premios
- Premio Nacional de Literatura José María Vergara y Vergara en 1975 por su obra “El Proceso Ideológico de la Emancipación”, editado por la Universidad Pedagógica y Tecnológica de Colombia en 1974.

## Libros publicados
- 1. Las Ideas de un Día.  El pueblo mexicano ante la consumación de su Independencia. México, El Colegio de México, 1969. Centro de Estudios Históricos. Nueva Serie 6.  376 pgs.

- 2. Historiografía y Bibliografía de la Emancipación del Nuevo Reino de Granada. Tunja, Universidad Pedagógica y Tecnológica de Colombia, Ediciones “La Rana y el Águila”, 1969.  555 pgs.  2325 fichas bibliográficas.

- 3. Aguadas, Alma y Cuerpo de la Ciudad.  Panorama Geográfico y Humano de Aguadas.  En coautoría con los sacerdotes Pbro. Guillermo Duque Botero y Adalberto Mesa Villegas. Bogotá, Editorial Prócer, 1964.  189 pgs.

- 4. Geografía Superior de Colombia.  Texto escolar para cuarto año de educación

Media.  En coautoría con Ramón Franco R. Medellín, Editorial Bedout, 1968 Primera edición.  Se realizaron cinco ediciones hasta 1974. Esta obra fue laureada con el “Premio Félix de Bedout” del Concurso nacional de obras didácticas, promulgado en el año 1965.
- 5. El Folclor y su manifestación en las supervivencias musicales en Colombia. Tunja, Universidad Pedagógica y Tecnológica de Colombia, Ediciones “La Rana y el Águila”, 1970.  171 pgs.

- 6.  Las ideologías en la Historia Contemporánea de Colombia.  México, Universidad Nacional Autónoma de México, 1972.  106 pgs.  Seminario de Historia de las Ideas en América Latina.  Facultad de Filosofía y Letras. Centro de Estudios Latinoamericanos, UNAM.

- 7. Historia de Colombia.  Texto escolar para cuarto de primaria. Medellín, Editorial Bedout, 1973.  141 pgs. Este texto escolar obtuvo el primer lugar en el Área de Estudios Sociales, de acuerdo con el concepto del Comité Técnico encargado de la evaluación de los textos escolares, presentados al Ministerio de Educación Nacional, por intermedio del Instituto Colombiano de Construcciones Escolares, ICCE y con la participación del Instituto Colombiano de Pedagogía, ICOLPE.

- 8.  El Proceso Ideológico de la Emancipación. Las ideas de génesis, independencia, futuro e integración en los orígenes de Colombia. Tunja, Universidad Pedagógica y Tecnológica de Colombia, Ediciones “La Rana y el Águila”, 1974.  622 pgs.  Esta obra obtuvo el Premio Nacional de Literatura “José María Vergara y Vergara”, otorgado por la Academia Colombiana de la Lengua, el 6 de agosto de 1975.

Otras ediciones:
El Proceso Ideológico de la Emancipación en Colombia.
Segunda edición.  Bogotá, Instituto Colombiano de Cultura, 1982.
Colección Historia Viva No. 14.  566 pgs.
El Proceso Ideológico de la Emancipación en Colombia.
Tercera edición.  Bogotá, Tercer Mundo, 1983.
Colección Investigaciones Históricas.  586 pgs.
El Proceso Ideológico de la Emancipación en Colombia.
Cuarta edición, aumentada con nuevos capítulos. Bogotá, Editorial Planeta, 1999, ISBN 958-614-792-4. 427 pgs.
El Proceso ideológico de la Emancipación en Colombia.
Quinta Edición Medellín “La Carreta Editores”, UPTC., 2010. Colección Ruta del Bicentenario
- 9. Colombia en el siglo XX. Esquema del desenvolvimiento histórico de Colombia en el ciclo comprendido entre 1930 y 1970. Buenos Aires, Editorial Abril Educativa y Cultural, 1974.  Colección Gran Historia de Latinoamérica, No. 83, Colombia III.

- 10. El Caudillismo colombiano.  Bogotá, Editorial Prag, 1974.  136 págs. Una reflexión psico-política a través de las obras del biógrafo Dr. Mario H.  Perico Ramírez.  Editado bajo el patrocinio de la Federación Colombiana de Loterías FEDELCO.

- 11.	Las ideas internacionalistas de Bolívar.  Cúcuta, Consulado de la República de Venezuela, 1973.  Este estudio obtuvo el segundo premio en el concurso histórico abierto por el Consulado de la República de Venezuela.  Medalla y diploma.

- 12.	Música y Folclor de Colombia.  Bogotá, Plaza y Janés, 1976.  Impreso en Carvajal & Cía., Cali.  Enciclopedia Popular Ilustrada, EPI.  No. 5.  112 págs. Editada posteriormente por Plaza y Janés en 1984 en la Selección Cultura Colombiana. 142 pgs. Posteriores ediciones hasta 2010.

- 13.	Las Ideas Bolivarianas. Fuentes documentales y bibliografía sistemática para un estudio de las ideas del Libertador Simón Bolívar.  Tunja, Instituto de Cultura y Bellas Artes de Boyacá,  1977.  127 pgs. (601 fichas bibliográficas sobre la vida, el pensamiento y la obra del Libertador Simón Bolívar).

- 14.	El Pueblo Boyacense y su Folclor.  Tunja, Talleres Corporación Cultural de Boyacá. Gráficos de la Caja Popular Cooperativa, 1977. 138 pgs.

- 15. 	Educación, Humanismo y Ciencia.  Historia de las ideas fundamentales en el desarrollo de la Universidad Pedagógica y Tecnológica de Colombia.  Tunja, Ediciones “La Rana y el Águila”, U.P.T.C., 1978. 256 pgs. Segunda edición, aumentada hasta el año 1996, publicada en la Editorial U.P.T.C. 1966.  259 pgs.  ISBN 958-660-009-2.

- 16.	La Emancipación de Hispanoamérica. Bogotá, Plaza & Janés, 1978.  90 pgs.

- 17.	La Independencia de los Estados Unidos de América y su proyección en Hispanoamérica. El modelo norteamericano y su repercusión en la Independencia de Colombia. Caracas, OEA., Instituto Panamericano de Geografía e Historia. Comisión de Historia. Comité de Orígenes de la Emancipación, 1979. Publicación N.º. 22. 162 pgs. Un estudio a través de la folletería de la Independencia en Colombia.

- 18.  El proceso político, militar y social de la Independencia. Manual de Historia de Colombia.  Coordinado por el historiador Dr. Jaime Jaramillo Uribe.  Bogotá, Instituto Colombiano de Cultura, PROCULTURA 1979.  Volumen II. Biblioteca Colombiana de Cultura.  Otra edición fue realizada por Procultura.  ISBN 958-9043-02-X. Bogotá, Editorial Planeta, 1989: En la Historia de Colombia. Tomo 2.  Era Republicana, pgs, 9-64.

- 19.  Historia de las ideas de Integración de América Latina. Tunja, Editorial Bolivariana Internacional, 1981. Publicaciones del IDESIL.  Serie: Fundamentos y Doctrina. Vol. I. 321 pgs.

- 20.	El folclor y los bailes típicos colombianos. Manizales, Imprenta Departamental, 1981.  220 pgs. Biblioteca de Escritores Caldenses.  Instituto Caldense de Cultura.

- 21. Historia del Pueblo Boyacense.  De los orígenes paleoindígenas y míticos a la culminación de la Independencia. Tunja, Ediciones del Instituto de Cultura y Bellas Artes de Boyacá, Talleres Gráficos de la Caja Popular Cooperativa, 1983.  263 pgs.

- 22.	Simón Bolívar y la Industria Nacional. Bogotá, Corporación Financiera Popular, 1983.  Ministerio de Desarrollo Económico.  Corporación Financiera Popular S.A.

- 23.	Ideario del Libertador Simón Bolívar. Compilación de estudios sobre las ideas de Simón Bolívar. Tunja, Editorial Bolivariana Internacional, 1983.  305 pgs.

- 24.	Elementos de Introducción a la Historia de Colombia. Bogotá, Ministerio de Educación Nacional.  Instituto Colombiano para el Fomento de la Educación Superior - Icfes.  Educación Abierta y a Distancia, 1984.  281 pgs.

- 25. Historia Básica de Colombia. Bogotá, Plaza & Janés Editores de Colombia Ltda., 1984.  Selección Cultura Colombiana. 407 pgs. Hasta el año 2010 se realizaron seis Ediciones, cada una de ellas actualizada y aumentada.

- 26.  Las Fiestas y el Folclor en Colombia. Bogotá, Áncora Editores, 1985.  273 pgs. Hasta el año 2002 se hicieron ocho ediciones. Las Fiestas y el Folclor en Colombia. Bogotá, Panamericana Editorial, 2006. 273 pgs.

- 27. Los Orígenes Ideológicos de Colombia Contemporánea. México,  OEA. Instituto Panamericano de Geografía e Historia, 1986. Publicación No. 417 122 pgs. 1/8

- 28.	La Constitución de Colombia... para todos. Bogotá, Ministerio de Educación Nacional, Editorial Andes, 1986. 95 pgs. Homenaje del Ministerio de Educación Nacional en el Centenario de la Constitución Nacional de 1886.  Dibujos del artista Jorge Casas y asesor constitucional, Dr. Antonio José Rivadeneira Vargas.  Cartilla de divulgación para los estudiantes colombianos, realizada por el Ministerio de Educación.  Coordinación General, autoría y textos, por Javier Ocampo López.

- 29.	Historia Institucional de la Universidad. La U.P.T.C: Una institución universitaria nacional y un sistema regional universitario. Cuadernos de la U.P.T.C., No. 2.  Tunja, Editorial U.P.T.C., 1986.

- 30.	Historia de la Cultura Hispanoamericana.  Siglo XX. Bogotá, Plaza & Janés, 1987.  ISBN 958-14-0106-1. 297 pgs.

- 31.	Santander y la Educación. Ideario educativo del “Hombre de las Leyes” y su influencia en los Colegios Santanderinos. Tunja, Colegio de Boyacá, 1987.  100 pgs.

- 32. Los Catecismos Políticos en la Independencia de Hispanoamérica. De la Monarquía a la República. Tunja, Publicaciones del Magíster en Historia, U.P.T.C., 1988. Nuevas Lecturas de Historia, No. 3.

- 33. 	Los Partidos Políticos y las Guerras Civiles en Colombia. Tomos 11 y 12 de la Historia de Colombia, Salvat. Bogotá, Editorial Salvat,  1988.

- 34. Mitos colombianos. Bogotá, El Ancora Editores, 1988.  ISBN 958-9012-16-1, 254 pgs. Ocho ediciones hasta 1999.  Nueva edición: Mitos colombianos. Bogotá, Editorial Santillana, Taurus, Alfaguara, 2008.  Colección Punto de lectura. ISBN 978-958-704-707-3. 349 pgs.

- 35.	Supersticiones y Agüeros colombianos. Bogotá, El Ancora Editores, 1989.  310 pgs. ISBN 958-9012-42-0 Cuatro ediciones hasta el año 2000. Supersticiones y agüeros colombianos.  Nueva edición:   Bogotá, Editorial Alfaguara,  Colección Punto de Lectura, 2005, Editorial Nomos S.A.,2005. ISBN 958-704-323-5 367 pgs.

- 36.	Breve Historia de Colombia. Caracas, Academia Nacional de Historia, 1989. El Libro Menor.  No. 155. 316 pgs.

- 37.	Tunja: esencia de la Cultura Hispanoamericana. Tunja, Academia Boyacense de historia,  1989.  255 pgs. Cátedra Tunja.

- 38.	Boyacá.  Guía turística. Tunja, Comité Mixto de Promoción Turística de Boyacá, 1989. Rutas 1, 2,3 y 4.

- 39.	Los Hombres y las Ideas en Boyacá. Tunja, Universidad pedagógica y Tecnológica de Colombia, 1989. 347 pgs, Homenaje a Tunja en su Trisesquicentenario de fundación.

- 40.	Crónica de América.  Colombia. Barcelona, Plaza & Janés.  Quinto Centenario de América, 1990.

- 41.	Evolución Histórica de Colombia.  De los Amerindios a la época actual. Tunja, Instituto Universitario “Juan de Castellanos”, 1990. Segunda edición, 1992.  Tercera edición, 1995.

- 42.	Qué es el Conservatismo colombiano.  Bogotá, Plaza & Janés, 1990. ISBN 958-14-0190-3,  192 pgs.

- 43. 	Qué es el Liberalismo colombiano. Bogotá, Plaza & Janés, 1990.  ISBN 958-14-0191-1.  202 pgs.

- 44.	Qué es la Constituyente. Bogotá, Plaza & Janés, 1990.  ISBN 958-14-0189-X.  202 pgs.

- 45.	Los Presidentes de Colombia nacidos en Boyacá. Bogotá, Talleres Gráficos del Banco Popular, 1991.  97 pgs.

- 46.	El Estado de la Nueva Granada.  (1832-1849). Gran Enciclopedia de Colombia.  Temática.  Tomo 2.  Historia. Santafé de Bogotá,  Círculo de Lectores, 1991.

- 47. La Integración de América Latina.  Historia de las Ideas. Bogotá, Editorial EL Búho, 1991, 321 pgs.

- 48. José Joaquín Casas.  Su vida, obra y aporte a las letras, la educación y la cultura nacional. Instituto Colombiano de Cultura Hispánica.  Alcaldía de Chiquinquirá.  Bogotá, Editorial ABC, 1992.  267 pgs. ISBN 958-9004-24-5.

- 49.	Julius Sieber.  Un nuevo modelo de educación para Colombia. Tunja, Talleres de la Imprenta de la Universidad Pedagógica y Tecnológica de Colombia, 1992.  103 pgs.

- 50.	Puente de Boyacá, altar de la Patria. Tunja, Instituto de Cultura y Bellas Artes de Boyacá, 1992. Nueva edición en el año 2000 en la Imprenta de las Fuerzas Armadas. Primera Brigada de Tunja, año 2000.  Nueva edición corregida y aumentada con el nombre: Batalla de Boyacá 1819 -7 de agosto – 2005.  186 Años de conmemoración patriótica.

- 51.	Otto Morales Benítez:  Sus ideas y la crisis nacional. Bogotá, Editorial Grijalbo, 1993.  504 páginas. ISBN 639-086-1

- 52.	Santiago de Arma y la Conquista Española en el Encuentro de dos Mundos. Manizales, Imprenta Departamental de Caldas, 1993.  250 pgs.

- 53.	El Libertador Simón Bolívar. Macrodinámica y Microdinámica de su pensamiento político.  Tunja, Academia Boyacense de Historia, 1995. 118 pgs.  ISBN 958-5732-1-5.

- 54.	La Rebelión de las Alcabalas.  El primer grito de rebelión contra el impuesto de las ventas.  1592-1594. Colección Novísima Historia, 1. Santafé de Bogotá, ECOE Editores – Universidad Pedagógica y Tecnológica de Colombia, Magíster en Historia, 1995. 119 pgs.  ISBN 958-648-102-6.

- 55.	Leyendas populares colombianas.  Santafé de Bogotá, Plaza y Janés Editores, 1996. Segunda edición, 1998,  384 pgs.  ISBN 958-14-02-67-5.

- 56.	Abel Farina, el Quijote Soñador.  Del Romanticismo al Modernismo Simbolista en la obra de Antonio María Restrepo, Abel Farina.  Manizales, Instituto Caldense de Cultura, Disloque Editores, 1996.  227 pgs.  ISBN 958-9412-21-1

- 57. El Conservatismo. Su Historia. Santafé de Bogotá, Directorio Nacional Conservador. Octubre de 1996. Partido Conservador Colombiano. 47 pgs.

- 58.	La Enseñanza de la Historia.  Las nuevas tendencias historiográficas, métodos y técnicas en la didáctica de la historia.  Tunja, Universidad Pedagógica y Tecnológica de Colombia, 1997. Acción Pedagógica, No. 15.

- 59.	Tunja, cuna y taller de la Libertad. Alcaldía Mayor de Tunja.  Cátedra Tunja.  Tunja, Editorial Talleres Gráficos, 1997.  224 pgs.  Distribución en todas las escuelas y colegios de la ciudad, para la Cátedra Tunja.

- 60. 	Identidad de Boyacá. Cátedra Boyacá.  Secretaría de Educación de Boyacá.  Tunja, Editorial Jotamar Ltda., 1997.  380 pgs.  Distribución en todas las escuelas y Colegios del Departamento de Boyacá, para la “Cátedra Boyacá”-

- 61.	Vicente Emilio León.  El Médico Humanista de la Aguadeñidad. Manizales, Editorial Andina, 1998.  261 pgs.

- 62. Leyendas de Siempre. Leyendas populares de Colombia. Barcelona, Editorial Plaza & Janés, Editores Colombia S.A., Bibliográfica Internacional, 1997.  143 pgs.  ISBN 958-14-0279-9

- 63. La Patria Boba (1810-1815). Bogotá, Editorial Panamericana, 1998, 140 pgs.  ISBN 958-30-0533-9

- 64. Colombia en sus Ideas. Bogotá, Universidad Central, 1999.  Tres tomos: Primer tomo, 510 pgs. ISBN 958-26-0031-4 Segundo tomo, 525-872 pgs. ISBN 958-26-0032-2. Tercer tomo, 887-1386 pgs. ISBN 958-26-0033-0.

- 65. Manizales 150 años. Manizales, Editorial “La Patria”, 1999. En coordinación con el Instituto Caldense de Cultura y el Diario “LA PATRIA”. Historia de Manizales en el Sesquicentenario de su fundación.

- 66. Colombia a su alcance.  Colombia en su historia.  Mitos y leyendas. Bogotá, Editorial Planeta, Espasa, 1999.

- 67. Pantano de Vargas.  Batalla memorable de la campaña libertadora de 1819. Tunja, Academia Boyacense de Historia.  Primera Brigada. Imprenta de las Fuerzas Armadas, 2.000.

- 68. Rafael Bernal Jiménez. Sus ideas educativas, sociológicas, humanistas y la Escuela Nueva en Boyacá. Santafé de Bogotá, U.P.T.C. IIFA. RUDECOLOMBIA, Plaza & Janés, 2000, 317 pgs. ISBN 958-14-0345-0

- 69. Mitos y Leyendas Bogotanas. Bogotá, Plaza & Janés, Editores Colombia, 2001, 231 págs.  ISBN 958-14-0350-7

- 70.  Mitos y Leyendas de Antioquia Grande. Bogotá, Plaza & Janés, Editores Colombia,  2001, 284 págs. ISBN 958-14-0353-1

- 71.  El Imaginario en Boyacá.  La identidad del pueblo boyacense y su proyección en la simbología regional. Bogotá, Universidad Distrital “Francisco José de Caldas”, 2001. Tomo I, 162 págs. ISBN 958916089-1. Tomo II, 181 págs ISBN 9589 16090-5

- 72. El Batallón Bolívar.  La vida y el ideario del Libertador Simón Bolívar. Tunja, Primera Brigada, 2001.

- 73. Francisco de Paula Santander.  Homenaje al Colegio de Boyacá en sus 180 años. Tunja, Primera Brigada, 2002.

- 74. El Colegio de Boyacá y su Historia. Tunja, Colegio de Boyacá Ayudas Educativas COLBOY, 2002.

- 75. La Hacienda de Bonza en la Historia Nacional.  Grupo de Caballería Mecanizado N°1 “General José Miguel Silva Plazas.  Tunja, Primera Brigada, 2002.

- 76. La dinámica histórica del ideario bolivariano. Tunja, Colegio de Boyacá, 2002.

- 77. Antonio Nariño, Escritos Políticos.  Selección y prólogo de Javier Ocampo López. Bogotá, Editorial Áncora Editores, Panamericana Editorial, 2002,    174 pgs. ISBN 958-36-0082-2

- 78. El Colegio de Boyacá en 100 pildoritas históricas.  Tunja, Búhos Editores, 2003.

- 79.  Creación y Fundadores de la Universidad Pedagógica de Colombia.  Tunja, U.P.T.C, Búhos Editores, 2003, 145 pgs. ISBN 958-660-081-5.

- 80. San Pedro Claver y los Derechos Humanos.  Tunja, El Colegio de Boyacá, Tipografía y Litografía “Gráficas los Lanceros”, 2004. 92 pgs.

- 81. Tesoros legendarios de Colombia y el Mundo.  Bogotá, Plaza & Janés, Ediciones Colombia, S.A., 2004, ISBN 958-14-0360-4,  351 pgs.

- 82.  Nuestra Historia.  Los grandes hechos y épocas que han dejado huella en Colombia desde los tiempos prehispánicos hasta hoy. (2004)   Periódico   “HOY”.  Bogotá, Casa Editorial El Tiempo, Impreso por Printer Colombiana S.A., 2004. Cuarenta y ocho Suplementos de “Nuestra Historia” que se entregaron diariamente desde el lunes 26 de julio hasta el viernes 1° de octubre del año 2004.

- 83.  Mitos y Leyendas Latinoamericanas.  Bogotá, Plaza & Janés, Editores Colombia S.A., marzo de 2006,   ISBN 958-140369-8,  199 pgs.

- 84.  Folclor, costumbres y tradiciones colombianas. Bogotá,  Plaza & Janés. Editores Colombia S.A., marzo de 2006, 205 pgs.

- 85.  Mitos, leyendas y relatos colombianos. Bogotá, Plaza & Janés, Editores Colombia S.A., 2006. ISBN 958-14-0371-X.  132 pgs.

- 86.  Boyacá en la Revolución de Independencia.  Gobernación de Boyacá, Academia Boyacense de Historia,   20 de julio de 2006.  Tunja, Búhos Editores, 2006.

- 87.  Historia ilustrada de Colombia. Bogotá, Plaza & Janés, Editores Colombia S.A.,  2006. ISBN 958-14-0371.X,  203 pgs.

- 88.  Héroes, próceres y mártires en Boyacá.  Gobernación de Boyacá.  Academia Boyacense de Historia.  20 de julio de 2007.  Tunja, Búhos Editores, 2007.

- 89. Grandes culturas indígenas de América. Bogotá, Plaza & Janés, Editores Colombia S.A., 2007. ISBN 958-14-0368-4.  238 pgs.

- 90. Juan de Castellanos, el Cronista de “Las Elegías” y la Historiografía Indiana. Tunja, Academia Boyacense de Historia, 2007. ISBN 978-958-97956-7-5. págs 238.

- 91. La Independencia de Colombia.  Bogotá, Editorial FICA, 2009. 246 pgs.

- 92. El cura Juan Fernández de Sotomayor y Picón y los Catecismos de la Independencia.  Bogotá, Editorial Universidad del Rosario, 2010.

- 93. Que es la Independencia.  Tunja y Boyacá en la ruta del Bicentenario 2010-2019.  Tunja, Gobernación de Boyacá, Academia Boyacense de Historia, Búhos Editores, 2010.

- 94. Ruta del Bicentenario.  El proceso ideológico de la Emancipación.  Medellín, La Carreta Editores, Universidad Pedagógica y Tecnológica de Colombia, 2010.  490 pgs.

- 95. Los orígenes fundacionales de la Villa de San Cristóbal y el Antiguo Corregimiento de Tunja.  Mérida (Venezuela),  Fundación Fondo Editorial Simón Rodríguez de la Lotería del Táchira. 2011.

- 96. Manual del Folclor Colombiano.  Bogotá, Plaza & Janés, Ediciones Colombia, 2011. 466 pgs.

- 97. La Villa de Santiago de Arma y los Orígenes de Aguadas.  Encuentro de dos culturas. Prólogo de Carlos Arboleda González.  Presentación: Alcalde de Aguadas: Jorge Iván Salazar Cardona. Ilustraciones del Maestro Carlos Osorio Monsalve. Manizales, Secretaría de Cultura de Caldas, Impresión: Fusión Comunicación Gráfica, noviembre de 2011, 260 pgs.

- 98.  Las ideas de un día.  El pueblo mexicano ante la consumación de su independencia. Prólogo de Javier Guerrero Barón.  2.ª edición.  Consejo Nacional para la Cultura y las Artes. Dirección General de Publicaciones, México. 2012.

- 99. Grandes educadores colombianos y latinoamericanos. Tunja, RUDECOLOMBIA, UPTC., 2013.  520 pgs.

- 100. Mitos y leyendas indígenas de Colombia.  Bogotá, Plaza & Janés Editores Colombia S.A. 2013, 219 pgs.

- 101. Independencia y Libertad en Boyacá..  Tunja, Búhos Editores, 2014. 178 pgs.

- 102. Presidentes de Colombia, nacidos en Boyacá. Tunja, Búhos Editores, 2014. 185 pgs.

- 103.  Declaración de Independencia de la Provincia de Tunja. Tunja, Academia Boyacense de Historia, 2013

- 104.  El Capitán Antonio Ricaurte, “Héroe de San Mateo” (1814-2014). Tunja, Academia Boyacense de Historia, 2014.

- 105.  Apuntes históricos del Periodismo en Colombia.  Exaltación al Periodismo Boyacense. Tunja, Fondo Mixto de Cultura de Boyacá, 2015.

- 106.  Gonzalo Vargas Rubiano.  El jurista y constitucionalista tunjano, ideólogo del Frente Nacional. Tunja, Academia Boyacense de Historia, Editorial Jotamar, 2015.

- 107.  Guillermo Vargas Paúl (1914-1995). El Académico, biógrafo, genealogista y heraldista.  Tunja, Academia Boyacense de Historia, Editorial Jotamar. 2015.
- 108  Vicente Landínez Castro.  El crítico literario de la Boyacensidad.  Tunja, Academia Boyacense de Historia, Editorial Jotamar, 2015.
- 109.  Javier Ocampo López . Escritor, educador, historiador y folclorólogo. Algunos aspectos de su vida y obra. Tunja, Sb Digital, 2013, 124 pgs.  Nelly Sol Gómez de Ocampo.
- 110.  Julio Flòrez. El poeta popular, del amor, la tristeza y la nostalgia. Tunja, Academia Boyacense de Historia, Editorial Jotamar, 2015.